# Scarperia e San Piero
Scarperia e San Piero è un comune italiano sparso di 11 916 abitanti della città metropolitana di Firenze in Toscana.
È stato istituito il 1º gennaio 2014 dalla fusione dei comuni di San Piero a Sieve e Scarperia, con il parere favorevole della popolazione espressa nel referendum del 6-7 ottobre 2013 per la fusione dei due comuni.
Il comune rientra tra i Borghi più belli d'Italia e nel 2024 ha partecipato alla dodicesima edizione del concorso televisivo Il borgo dei borghi, in onda su Rai 3.

## Geografia fisica
Localizzato nell'Appennino tosco-emiliano, poco distante dal lago di Bilancino, l'altitudine comunale varia da 194 a 1 125 metri sul livello del mare.
Classificato sismicamente come zona 2 (sismicità media), Scarperia e San Piero fra l'8 e il 9 dicembre 2019 venne colpito da diverse scosse di terremoto, che resero inagibili alcuni edifici.
Nel comune di Scarperia e San Piero si trovano alcuni tra i monti più alti del Mugello, tra cui il monte Gazzaro (1125 m s.l.m.) ed il monte Castelguerrino (1117 m s.l.m.). Tra il comune di Scarperia e quello di Firenzuola si trova il passo del Giogo (882 m s.l.m.) che è uno dei valichi più importanti della valle e l'antico passo dell'Osteria Bruciata (965 m s.l.m.) da dove passa il percorso di trekking che va da Firenze a Bologna chiamato Via degli Dei. Nel comune si trova un tratto del fiume Sieve che attraversa San Piero a Sieve. Tra San Piero e Campomigliaio si trova il torrente Carza che nasce nel comune di Vaglia mentre a nord si trovano: il torrente Cornocchio, che nasce dal Monte Faggio all'Ombrellino a 1050 m s.l.m. circa e che passa da Sant'Agata di Mugello, il torrente Levisone, che nasce dal monte Castelguerrino a 1100 metri circa e che passa ad ovest di Scarperia, ed il torrente Tavaiano, che nasce dal monte Gazzaro anch'esso a 1 100 metri che prosegue il suo corso attraverso il paese di Galliano di Mugello nel comune di Barberino di Mugello per poi sfociare nel lago di Bilancino. Un altro torrente di minore importanza è il Bagnone, che nasce e sfocia nel comune di Borgo San Lorenzo passando per il comune di Scarperia e San Piero presso Senni.
Su tutta la parte di crinale nel comune si hanno foreste di alberi come faggi, castagni e querce ma anche di abeti come quella sulla parte superiore di Monte Calvi fatta piantare in epoca fascista a forma di penisola italiana, forma oggi pressoché scomparsa.

## Storia

### Simboli
Lo stemma del nuovo comune di Scarperia e San Piero, approvato con decreto del presidente della Repubblica del 22 aprile 2014, riunisce i simboli di San Piero a Sieve e Scarperia:
Il gonfalone municipale è un drappo di bianco con la bordatura trinciata di azzurro e di rosso.

## Monumenti e luoghi d'interesse
- Villa Medicea del Trebbio (UNESCO)
- Pieve di San Pietro
- Fortezza medicea di San Martino
- Convento di Bosco ai Frati
- Chiesa di San Niccolò a Spugnole
- Villa Schifanoia
- Villa Adami
- Villa Le Mozzete
- Pieve di Sant'Agata
- Palazzo dei Vicari

## Società

### Evoluzione demografica
Abitanti censiti

## Amministrazione
Di seguito è presentata una tabella relativa alle amministrazioni che si sono succedute in questo comune.
| Periodo         | Periodo        | Primo cittadino  | Partito                          | Carica              | Note   |
| --------------- | -------------- | ---------------- | -------------------------------- | ------------------- | ------ |
| 1º gennaio 2014 | 26 maggio 2014 | Fabrizio Stelo   |                                  | Comm. straordinario | [ 10 ] |
| 26 maggio 2014  | in carica      | Federico Ignesti | lista civica Con Ignesti sindaco | Sindaco             | [ 10 ] |

## Sport

### Motociclismo
Il comune ospita l'Autodromo internazionale del Mugello, situato vicino al confine con Borgo San Lorenzo.
L'autodromo è un circuito utilizzato nelle gare di MotoGP, Moto2 e Moto 3.

### Automobilismo
Nel 2020 è stato disputato il Gran Premio della Toscana di automobilismo, valido per il Campionato di Formula 1.

### Podismo
Nel comune, presso il Campo sportivo "Alessia Ballini" di San Piero a Sieve si allena l'ASD Atletica Marciatori Mugello

### Calcio
Alla Stagione 2024-25 i principali club del comune sono lo Scarperia che milita in Terza Categoria Girone B, il Reconquista che milita nel girone D della Seconda Categoria italiana assieme al Sant'Agata mentre il San Piero milita in Promozione Girone C.

### Golf
Nel comune si trova anche il Poggio dei Medici Golf, che ospita un campo da golf.